# Сахалин (хоккейный клуб)
«Сахалин» — хоккейный клуб из Южно-Сахалинска. Основан в 2013 году. Выступал в Азиатской хоккейной лиге. Домашние матчи проводит в ледовом дворце «Кристалл». До того, как начал участие в официальных соревнованиях, назывался «Морские львы», был переименован в «Сахалин».

## История
После образования клуба хоккейная команда была сформирована в 2014 году. Первый свой официальный матч команда провела 7 января против клуба «Брянск» (1:5). 16 января клуб одержал первую победу в истории над дублем «Рязани» — 6:3.
В 2016 году стал серебряным призёром Азиатской хоккейной лиги. В 2017 году повторил достижение. В 2018 году клуб занял 2-е место на турнире «Мемориал Дубко», проиграв «Динамо» из Санкт-Петербурга по буллитам — 2:3, победив «Бейбарыс» (Казахстан) — 4:0 и «Неман» (Белоруссия) — 3:0.
Победитель Азиатской Хоккейной Лиги 2018-2019 и 2019-2020

## Достижения
Азиатская хоккейная лига
- Победитель (2): 2018/19, 2019/20
- Финалист (2): 2015/16, 2016/17